# Lithoglyphopsis
Lithoglyphopsis is een geslacht van weekdieren uit de klasse van de Gastropoda (slakken).

## Soorten
- Lithoglyphopsis grandis Liu, Wang & Zhang, 1980
- Lithoglyphopsis hyalina Liu, Wang & Duan, 1994
- Lithoglyphopsis modesta (Gredler, 1887)
- Lithoglyphopsis ovata Liu, Wang & Zhang, 1980